# Josep Juncosa i Mestre
Josep Juncosa i Mestre   (Vilanova i la Geltrú, 4 d'abril de 1775 - Vilanova i la Geltrú, 10 de maig de 1841) fou un poeta català en llengua castellana i catalana. Fou el primer poeta en llengua catalana de Vilanova i la Geltrú i és considerat una de les figures dels pre-renaixentistes catalans.
Nascut en el sí d'una família humil d'origen pagès va aprendre a llegir i escriure de manera autodidàctica. Del 1814 són algunes de les seves primeres poesies conegudes, un Sermó de Carnestoltes, després que la festa del Carnaval fes sis anys que no se celebrava a Vilanova i la Geltrú, i unes Poesías dedicadas al Señor Rey Fernando VII.
Defensa la poesia catalana segons la tradició i l'estil del Rector de Vallfogona. Amic de Magí Pers i Ramona, li lliurà un manuscrit per ser imprès a Barcelona, que restà oblidat quan Pers fugí a Cuba el 1840. Juncosa recopilà les seves poesies en dos volums, un de poesies en castellà, avui desaparegut, i un de poesies en català, conservat a la Biblioteca Víctor Balaguer.